# Jossy Halland
Jossy Halland, pseudoniem van Regina Carla Luise Eichner (Lübeck, 9 juni 1914 – Argelès-sur-Mer, 14 september 1986), ook bekend als Baby Harrison, was een Nederlandse zangeres.

## Biografie
Regina Eichner was een dochter van de Pools-Joodse operazanger Wilhelm Eichner en operettediva Emilie Josephine Luise Voels. In haar jeugd woonde ze bij een tante in Straatsburg, waar ze Frans leerde spreken naast haar moedertaal, het Jiddisch.
Zij kreeg haar artistieke opleiding aan het Joods Theater in Warschau. Onder de naam Baby Harrison zong ze een Jiddisch repertoire in Theater Ararat. Na de opheffing van Ararat week ze uit naar Brussel en deed auditie bij het Jiddisch Theater. De pianist die haar begeleidde, was de Amsterdamse Hieronymus (Romi) Manfred Fraenkel. Toen het theater in verband met de oorlogsdreiging werd opgeheven, regelde hij dat Regina een aanstelling kreeg bij het orkest waar hij werkte. Al snel leefden ze samen en in 1936 trouwden ze tijdens een engagement in Oostende. Regina, die de Poolse nationaliteit had, werd daardoor Nederlandse. Voortaan noemden ze zich Jossy en Jacques Halland.
Wegens de toenemende Jodenvervolging weken ze in 1938 uit naar Nederland en gingen in Groningen wonen. Bij het uitbreken van de oorlog vluchtten zij op een tandem naar het zuiden, en kwamen in Montauban terecht. Ze verzwegen dat ze Joods waren, namen een Franse identiteit aan en sloten zich aan bij het verzet.

## LiLaLo
Na de bevrijding pakten ze in Parijs hun artiestenbestaan weer op. Ze wilden een programma in het Jiddisch brengen, maar in Parijs lukte dat niet. In 1950 begonnen ze met Le Refrain een café in Franse stijl in de Amsterdamse Kinkerstraat. In 1959 openden ze hun eigen café met Jiddisch cabaret LiLaLo (Hebreeuws voor Voor mij, voor haar, voor hem) op de benedenverdieping van hun woning in de De Clercqstraat. Daar lieten zij hun publiek kennismaken met de Joodse cultuur van Oost-Europa en met het Jiddisch. LiLaLo raakte bekend en het paar ontving steeds meer uitnodigingen uit het buitenland, vooral uit Duitsland. Ook brachten ze hun repertoire in Denemarken, Zwitserland en zelfs in de Sovjet-Unie. In 1982 sloten de Hallands LiLaLo.
Jossy Halland overleed op 14 september 1986 op 72-jarige leeftijd op hun vakantieadres in Argelès-sur-Mer. Zij is begraven op de Liberaal Joodse Begraafplaats Gan Hasjalom in Hoofddorp.

## Film
Zangeres Ellen ten Damme onderzoekt in de documentaire Negen Koffers (2021) de levensgeschiedenis van Jossy Halland en het verhaal achter het LiLaLotheater. Zij wil hiermee de droom van de Hallands verwezenlijken om hun Jiddische liederen naar een groot publiek te brengen.